# Charles Brodel
Charles Brodel, né le 29 janvier 1999 à Blendecques[réf. nécessaire], est un kitesurfeur français professionnel. 

## Biographie
Il commence par pratiquer le mountainboard à l'âge de 13 ans et se met rapidement au kitesurf.
En 2016, il rejoint le Pôle Espoir Kitesurf Dunkerque ainsi que la Section Sportive Kitesurf.
Il est sponsorisé par F-one et Manera, deux équipementiers français de kitesurf.
En 2020 Damien LeRoy s'inspire de l'une de ses figures et la nomme le "Brodel Flip". 

## Palmarès
2015 : 
- Champion de France de landkite freestyle junior[3]

2019 : 
- Vice-Champion de France Espoirs Extrême Glisse[4]
- Vice-Champion de France Jeunes Twintip Racing F41[5]

2020 : 
- Vainqueur de la Supersession GKA Brésil[6]
- 2e du Superfoil GKA Brésil[7]
- Vainqueur d’une étape Engie kite tour[8]